# Soap opera tâmil
Soap opera tâmil ou Drama tâmil ou TDrama (em tâmil:  தமிழ் நெடுந்தொடர்கள்/தமிழ் மெகா தொடர்கள்) É a designação dada aos dramas televisivos em Língua tâmil realizados pela pela Tâmil Nadu (índia), Singapura, Malásia e Sri Lanka. Todas as principais redes de televisão do país produzem uma variedade de séries dramáticas, incluindo família, romântica, comédia, horror, histórias de detetive dentre outros. Possui principalmente o formato de série de longo prazo, com características distintas que o diferencia das séries de televisão e das telenovelas feitas no ocidente, sendo contudo semelhante aos dramas televisivos realizados por outros países da Asia.
Sua transmissão iniciou-se na década de 1980 e seu formato atual com um número total de capítulos que variam em média de 40 a 200 episódios, iniciou-se nos anos noventa, quando houve uma transformação das séries comédia, mistério, suspense e históricas tradicionais para este formato. Os dramas de televisão Língua tâmil mais populares incluem, Marmadesam, Chithi, Anandham, Kalki, Kasalavu Nesam, Annamalai, Metti Oli, Thangam, Thirumathi Selvam, Kolangal, Azhagi, Thendral, Kana Kaanum Kaalangal, Office, Madhurai, Nanthini e Sembaruthi.

## Formato
Os dramas Língua tâmil possuem características muito distintas, embora utilizem-se de fórmulas e narrativas provenientes de padrões pré-estabelecidos. Eles são exibidos geralmente em horário nobre nos canais de televisão, a partir das 11h00 - 15h30 e 17h50-23h00, com episódios sendo exibidos em seis noites consecutivas: segundas - sábado ou segundas a Sexta-feira. Com um número de episódios que podem variar entre 100 a 1500 episódios, mas também possuem apenas uma temporada.